# Ferrovia Rosario-Tucumán
La ferrovia Rosario-Tucumán (Ramal Rosario-Tucumán in spagnolo) è una linea ferroviaria argentina che unisce la città di Rosario, nella provincia di Santa Fe, con San Miguel de Tucumán capoluogo della provincia di Tucumán e principale centro del nord-ovest del Paese.
Fa parte della rete ferroviaria General Bartolomé Mitre.

## Storia
La ferrovia fu costruita tra il 1886 ed il 1891 dalla compagnia Ferrocarril Buenos Aires a Rosario.
Dal novembre 2019, a causa di una piena del Río Salí che ha danneggiato un ponte, il capolinea nord è la stazione di Cevil Pozo.

## Traffico
Il servizio passeggeri è gestito dalla compagnia statale Trenes Argentinos Operaciones.